# Eotmethis
Eotmethis is een geslacht van rechtvleugeligen uit de familie Pamphagidae. De wetenschappelijke naam van dit geslacht is voor het eerst geldig gepubliceerd in 1948 door Bey-Bienko.

## Soorten
Het geslacht Eotmethis omvat de volgende soorten:
- Eotmethis holanensis Zheng & Gow, 1981
- Eotmethis jintaiensis Xi & Zheng, 1984
- Eotmethis nasutus Bey-Bienko, 1948
- Eotmethis ningxiaensis Zheng & Fu, 1989
- Eotmethis recipennis Xi & Zheng, 1986
- Eotmethis rufemarginis Zheng, 1985
- Eotmethis rufitibialis Xi & Zheng, 1984
- Eotmethis unicolor Yin & Li, 2011